# Забудский, Игорь Владимирович
Игорь Владимирович Забудский (укр. Ігор Володимирович Забудський, 8 июня 1960, Черкассы — 3 мая 2021, Черкассы) — украинский поэт, прозаик, художник, член Национального союза писателей Украины, член Национального союза художников Украины.

## Биография
Игорь Владимирович Забудский родился 8 июня 1960 года в Черкассах. В 1977 году окончил Черкасскую среднюю школу № 11 с золотой медалью. В десять лет, возвращаясь с занятий в художественной студии Дворца пионеров, попал в тяжёлую автомобильную аварию, в результате которой остался прикованным к постели.
В 1979—1985 годах обучался в Московском заочном народном университете искусств на факультете изобразительного искусства по специальности «Графика».

### Художник
Начал рисовать пером и цветной тушью, которая тогда изготовлялась в Прибалтике. Добавлял оттенки специальными карандашами, которые друзья привозили из-за границы. А когда овладел нелёгким трудом мелкой штриховки, картины приобрели объём, начали «дышать». Собственно это и было ноу-хау в рисовании, собственный неповторимый стиль.
C 1986 года работал литературным консультантом в газете «Молодь Черкащини», был ведущим рубрики «Соло», редактором литературного приложения «Дніпряни» и альманахов молодёжной поэзии.
С 1995 года Игорь Владимирович работал художником пресс-центра ВАТ «Азот», создавал новые картины, устраивал выставки.
В 2004 году издал альбом графических работ «Ігор Забудський», содержащий 140 цветных репродукций картин лесных пейзажей Поднепровья.

### Писатель
С 1981 года начал писать стихи, появились первые публикации в местной прессе.
В 1984 году приходит первое весомое признание поэтических попыток Забудского с ленинградскими публикациями в журнале «Аврора». Впоследствии его печатное слово появляется и в журналах «Паруса», «Шаги» и в газете «Молодёжь Украины».
В 1998 и 2000 годах изданы первые книги поэта на русском («Постижение») и украинском языке («Лісова прем'єра»).
С 2000 года член Национального союза писателей Украины. Делегат 5-го съезда писателей Украины.
В творчестве осмысливает место человека в природе и Вселенной в целом.

## Награды
Игорь Забудский награждён областной комсомольской премией имени О. Кошевого в сфере культуры.
За сборник «Завтра моє», изданный в 2003 году, писатель награждён литературной премией «Берег надежды» имени Василия Симоненко.
Лауреат международной премии в области искусств «Филантроп» (Москва).

## Книги
- Забудський, І. В. Подолання: [поезії] / Ігор Забудський; (послесловие Н. Горешной[укр.]). — Черкаси: Вертикаль, 2010. — 131 с.
- Забудський, І. В. Малюнки долі: [автобіогр. роман у віршах] /І. В. Забудський ; (передм. О. Мороза, В. Пахаренка). — Черкаси: Вертикаль, 2008. — 163 с. : іл.
- Забудський, І. В. Завтра моє: поезії / І. В. Забудський ;передм. В. Пахаренка. — Черкаси: Брама, 2003. — 140 с. :іл.
- Забудский, И. Постижение: поэзии / И. Забудский; вступ. статьи Л. Вышеславского, В. Пахаренко. — Черкассы: Сіяч, 1998. — 176 с.: ил.